# هنري أوتشيينغ
هنري أوتشيينغ (بالإنجليزية: Henry Ochieng)‏ هو لاعب كرة قدم بريطاني في مركز الوسط، ولد في 11 نوفمبر 1998 في Redbridge, London ‏ في المملكة المتحدة. لعب مع نادي ليتون أورينت.

## وصلات خارجية
- هنري أوتشيينغ على موقع قاعدة بيانات كرة القدم.إي يو (الإنجليزية)
- هنري أوتشيينغ على موقع Soccerbase.com (لاعب) (الإنجليزية)